# اوئه‌سوگی آکی‌سادا
اوئه‌سوگی آکی‌سادا (به ژاپنی: 上杉 顕定 うえすぎ あきさだ Uesugi Akisada); ۱ ژانویهٔ ۱۴۵۴ – ۲۵ ژوئیهٔ ۱۵۱۰) سامورایی در دوره سنگوکو، کانری و شوگو در ولایت کوزوکه و ولایت موساشی اهل ژاپن بود. اوئه‌سوگی نوریفوسا، فرزندخوانده او بود.
او بیست و چهارمین کانتو کانری بود （زمان تصدی：۱۵۱۰–۱۴۶۶）